# Klemens z Brzeźnicy
Klemens z Brzeźnicy, Klemens Klimontowic (zm. 18 marca 1241, okolice Chmielnika) – wojewoda opolski, a następnie kasztelan krakowski. 
Pochodził z rodu Gryfitów-Świebodziców, syn kasztelana płockiego Klemensa, brat biskupa płockiego Andrzeja z Brzeźnicy, kasztelana cieszyńskiego Jana i Wierzbięty z Brzeźnicy.
W wyniku niepowodzenia spisku mającego osadzić na tronie krakowskim Henryka I Brodatego w miejsce Leszka Białego w 1225 wraz z innymi członkami rodu Gryfitów znalazł się u księcia opolsko-raciborskiego Kazimierza I. Dzięki wstawiennictwu swego teścia, kasztelana opolskiego Zbrosława został mianowany przez księcia wojewodą opolskim. Miał ponieść połowę kosztów związanych z rozbudową zamku w Opolu, o której decyzja została powzięta w początkach sierpnia 1228 na wiecu w Rybniku. W zamian otrzymał od księcia „wielkie nadanie, obejmujące m.in. Niemodlin, Zator i narok grodu opolskiego w ziemi krakowskiej”. Wkrótce potem powrócił do Małopolski. 
Być może już wtedy został kasztelanem krakowskim (jeśli tak, stanowisko to zostało mu wkrótce odebrane). W 1230, podczas niewoli Henryka I Brodatego u Konrada Mazowieckiego, bronił wraz ze swoim współrodowcem wojewodą krakowskim Markiem Wawelu oraz Skały przed wojskami Konrada. W 1238 ponownie wzmiankowany jako kasztelan krakowski. Zginął w bitwie pod Chmielnikiem w walce z najazdem tatarskim 18 marca 1241.
Był fundatorem klasztoru cysterek w Łubnicach, a także benedyktynek w Staniątkach, gdzie jego córka Wyszeniega (Wizenna) była później ksienią, a sam Klemens wraz z żoną został pochowany.